# Fageia
Fageia là một chi nhện trong họ Philodromidae.